# Agave bovicornuta
Agave bovicornuta ist eine Pflanzenart aus der Gattung der Agaven (Agave). Ein englischer Trivialname ist „Cow Horn Agave, Lechuguilla Verde“.

## Beschreibung
Agave bovicornuta wächst einzeln und bildet kompakte Rosetten. Die Rosetten sind 80 bis 100 cm hoch und 150 bis 200 cm breit. Die grünen lanzettförmigen, spateligen, variabel angeordneten, glatten, mit Abdrücken versehenen Blätter sind 60 bis 80 cm lang, 14 bis 17 cm breit. Sie sind an der Basis verschmälert und ab der Mitte bis zur Spitze verbreitert. Die rötlichen Blattränder sind unregelmäßig gezahnt. Der Enddorn ist rötlich bis braun.
Der rispige Blütenstand wird 5 bis 7 m hoch. Die schmalen gelben bis grünen Blüten sind 55 bis 65 mm lang und erscheinen am oberen Teil des Blütenstandes an den variabel angeordneten Verzweigungen. Die Blütenröhre ist 6 bis 8 mm lang.
Die länglichen braunen dreikammerigen Kapselfrüchte sind 40 bis 50 mm lang und 15 bis 20 mm breit. Die mondförmigen schwarzen Samen sind 7 bis 15 mm lang.

## Systematik und Verbreitung
Agave bovicornuta wächst an der Westseite der Sierra Madre Occidental in Mexiko in den Bundesstaaten Sonora, Sinaloa und Chihuahua an steinigen Hängen und in Waldland in 900 bis 1900 m Höhe. Sie ist vergesellschaftet mit Kakteen- und Sukkulentenarten.
Die Erstbeschreibung durch Howard Scott Gentry ist 1942 veröffentlicht worden.
Agave bovicornuta ist ein Vertreter der Sektion Crenatae. Das Verbreitungsgebiet ist weit über die Sierra Madre Occidental verstreut, jedoch sind jeweils nur wenige Pflanzen an den Standorten angesiedelt. Die Art ist innerhalb der Gruppe durch die Größe, Blatt- und Blütenstruktur zu unterscheiden. Sie wird leicht verwechselt mit Agave wocomahi, gleichwohl sind Unterschiede der Blatt- und Blütenstruktur erkennbar. Individuen finden sich im Campus Arboretum der Universität von Arizona in Tucson.